# Samosely

Mapa del área de exclusión

Samosely (en bielorruso: самасёлы, en ruso: самосёлы y en ucraniano: самосели), traducido como "colonos" en español, son ciudadanos que residen de manera ilegal dentro del área de 30 km en la zona de alienación tras el accidente de Chernóbil y que afectó a importantes extensiones de Ucrania y Bielorrusia (entonces: territorios de la Unión Soviética).
Dentro del área de exclusión se encuentran varias localidades y aldeas abandonadas cuya población se negó a ser evacuada o bien regresaron de manera ilícita tras acordonarse el perímetro. La mayor parte de la población son ancianos que ya residían en Chernóbil y otras localidades cercanas antes del desastre nuclear de 1986. A estos se les prometió que regresarían pronto a sus hogares mientras fueron reubicados en otras ciudades más distantes en las que tuvieron que acostumbrarse a la discriminación por parte de otros ciudadanos. 
La población estimada es de aproximadamente 197 habitantes (inicialmente eran unos 1.200), de los cuales la mayoría reside en Chernóbil mientras que la mitad está diseminada en otras localidades a lo largo de la zona.

## Demografía

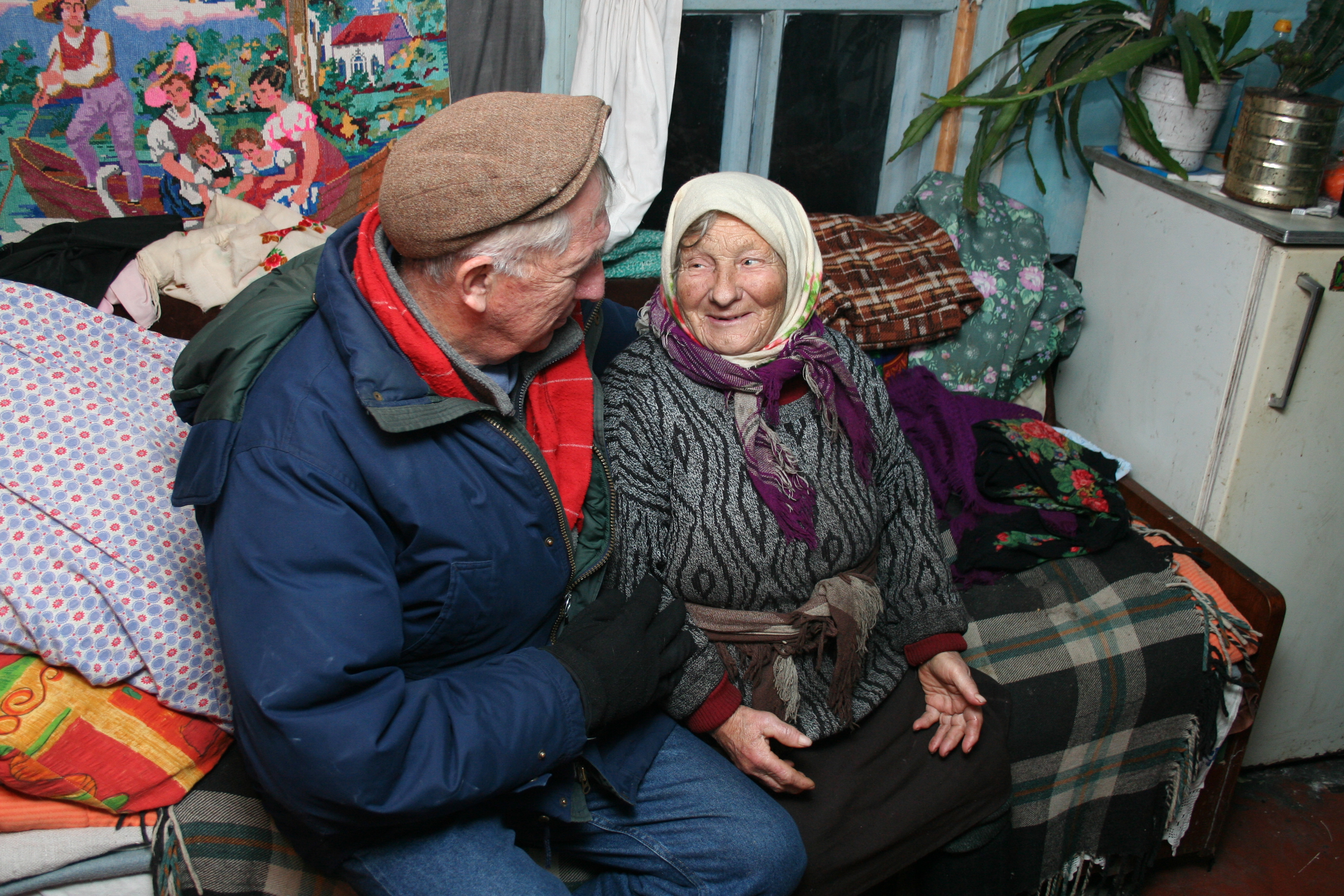
Pareja de ancianos (samosely) residentes en el área de exclusión. Imagen de 2007.

La población fue disminuyendo con el paso de los años: en 1999 era de 612, en 2007 de 328 y en 2012 de 197 habitantes. En los anteriores 25 años hubo 900 fallecidos y un nacimiento. El único alumbramiento del que se tiene constancia fue en el 25 de agosto de 1999 cuando Lydia Sovenko de 46 años (en aquel entonces) dio a luz a una niña sana a pesar de la radiación. La pequeña residió en Chernóbil hasta 2006 cuando se mudó con sus padres a una localidad fuera del área de exclusión para asistir al colegio regresando a su ciudad natal los fines de semana para visitar a su madre, la cual sigue residiendo en el lugar.
En 2007 la edad media fue de 63 años. En 2012, la administración local permitió a la población anciana el acceso a la zona contaminada, en cuanto a la población joven, tuvieron que emigrar. En 2009 la población era de 271. Los principales núcleos de población son los siguientes:
- Chernóbil - 136
- Ilinke - 37
- Teremtsi - 36
- Kupovatoye  - 32
- Opachichi  - 20
- Paryshev  - 16
- Lubyanka  - 12
- Otashev  - 10
- Rudnya-Ilinetskaya  - 8
- Ladyzhichi  - 8
- Zalesie  - 5
- Novo-Shepelichi  - 1

Otras familias entraron de manera ilegal escapando de la pobreza. A pesar de las órdenes por parte de la administración municipal se niegan a desalojar sus hogares y se han mostrado agresivos ante los medios de comunicación. Dicha administración acusa a estos de okupas por habitar las propiedades abandonadas sin permiso de los propietarios legítimos.
En abril de 2013, la ministra de Asuntos Sociales: Natalia Korololevska afirmó que los colonos disfrutan de los subsidios del Gobierno, pero descartó la posibilidad de incluir sus domicilios en el censo al residir en un lugar que a priori es incompatible con la vida. Tampoco aparecen en el padrón aquellos que residen de manera ilegal, aunque estima que en 2013 residían entre 200 y 2.000 habitantes.